# Inspección General de Justicia
La Inspección General de Justicia (IGJ) es un organismo dependiente del Ministerio de Justicia que tiene a su cargo el Registro Público de Comercio y los Registros de Asociaciones Civiles y Fundaciones de la Ciudad Autónoma de Buenos Aires. Es un organismo creado bajo la Ley 22.315 sustituyendo a la Inspección General de Personas Jurídicas la cual fue aprobada el 31 de octubre de 1980.
Son sus facultades registrar la inscripción de las sociedades comerciales que se constituyen en el ámbito de la Capital Federal, así como también otorgar personería jurídica a las entidades civiles que así lo soliciten.  En ejercicio de sus funciones registrales, la Inspección General de Justicia inscribe en la matrícula a los comerciantes y auxiliares de comercio.
Asimismo tiene competencia de fiscalización de las sociedades comerciales, de las sociedades constituidas en el extranjero que hagan ejercicio habitual en el país de actos comprendidos en su objeto social, establezcan sucursales, asiento o cualquier otra especie de representación permanente, de las sociedades que realizan operaciones de capitalización y ahorro, de las asociaciones civiles y de las fundaciones. 

## Entidades Civiles
Tanto las asociaciones civiles como las fundaciones deben cumplir con una serie de obligaciones administrativas para mantenerse operativas. Estas incluyen la presentación anual de la gestión económica, la actualización de autoridades, y el mantenimiento actualizado de la sede social. Cumplir con estas obligaciones es requisito para acceder a los beneficios que ofrece la normativa, tales como la exención en el impuesto ante el AFIP. 

### Fundaciones
Se constituyen mediante el aporte patrimonial de una o más personas, ya sean físicas o jurídicas, y están orientadas a cumplir una finalidad específica de bien común. Para su creación, es indispensable contar con un patrimonio inicial mínimo equivalente a diez salarios mínimos vitales y móviles. Las fundaciones requieren de un instrumento público para su constitución y deben obtener la autorización estatal para funcionar. 

### Asociaciones civiles
Son organizaciones formadas por un grupo de personas que se reúnen con un objetivo social determinado, sin propósitos de lucro. Estas entidades también deben contar con un patrimonio inicial que garantice el cumplimiento de sus fines, con montos específicos que varían según la naturaleza de la asociación. Las asociaciones civiles se clasifican en tres categorías de acuerdo a sus ingresos anuales. 